# Histoire générale des voyages

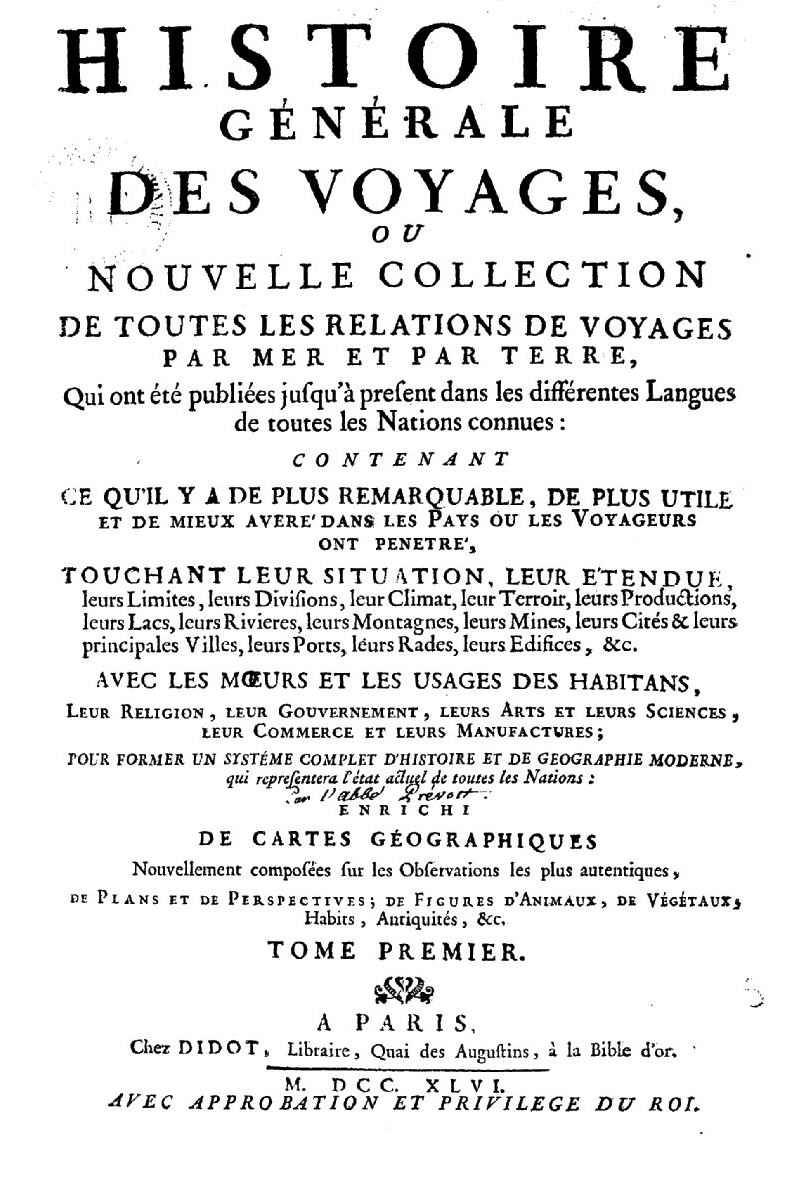
Trang bìa ấn bản tập 1 in năm 1746.

L'Histoire générale des voyages ou Nouvelle collection de toutes les relations de voyages par mer et par terre, qui ont été publiées jusqu'à présent dans les différentes langues de toutes les nations connues là tác phẩm gồm 15 tập của Abbé Prévost, xuất bản từ năm 1746 đến năm 1759. Sau khi ông mất, số lượng tập tăng thành 20. Bộ sách kể về con người, sinh vật, tục quán, địa lý, nhân khẩu, và kiến trúc khắp các vùng được biết đến thời điểm đó.
Ông đã dịch bản A New General History of Voyages and Travels của John Green, nhưng đã hoàn thiện hơn. Ông chỉnh lại và thêm nội dung, xóa nội dung không cần thiết, khắc lại các hình ảnh và thêm các câu chuyện và ghi chú.
Bộ sách đã thành công sau khi xuất bản, được hoàng gia tài trợ và lan sang các nước khác.

## Hình ảnh

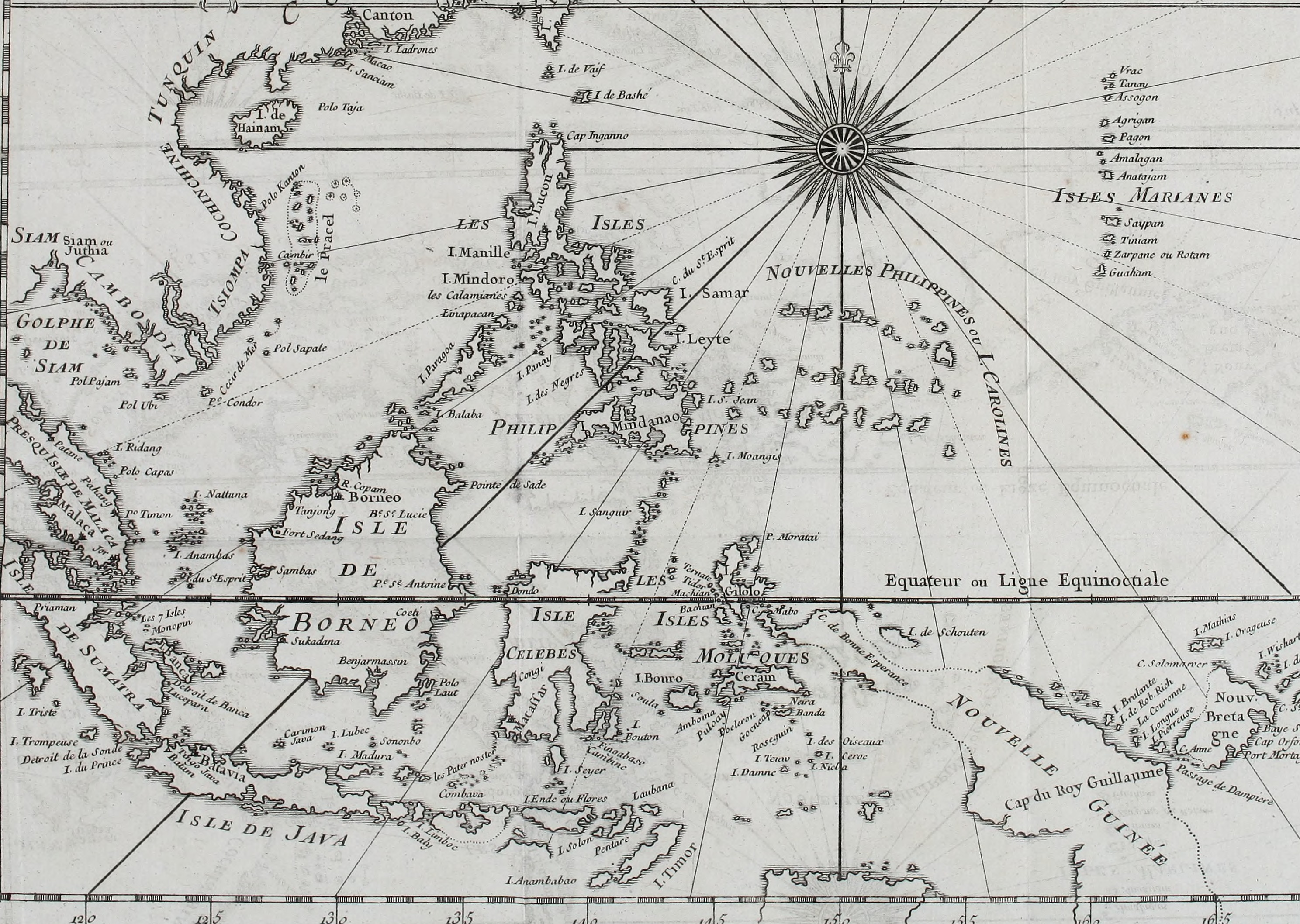
Bản đồ Đông Nam Á, có quần đảo Hoàng Sa nằm gần Việt Nam. (le Paracel)
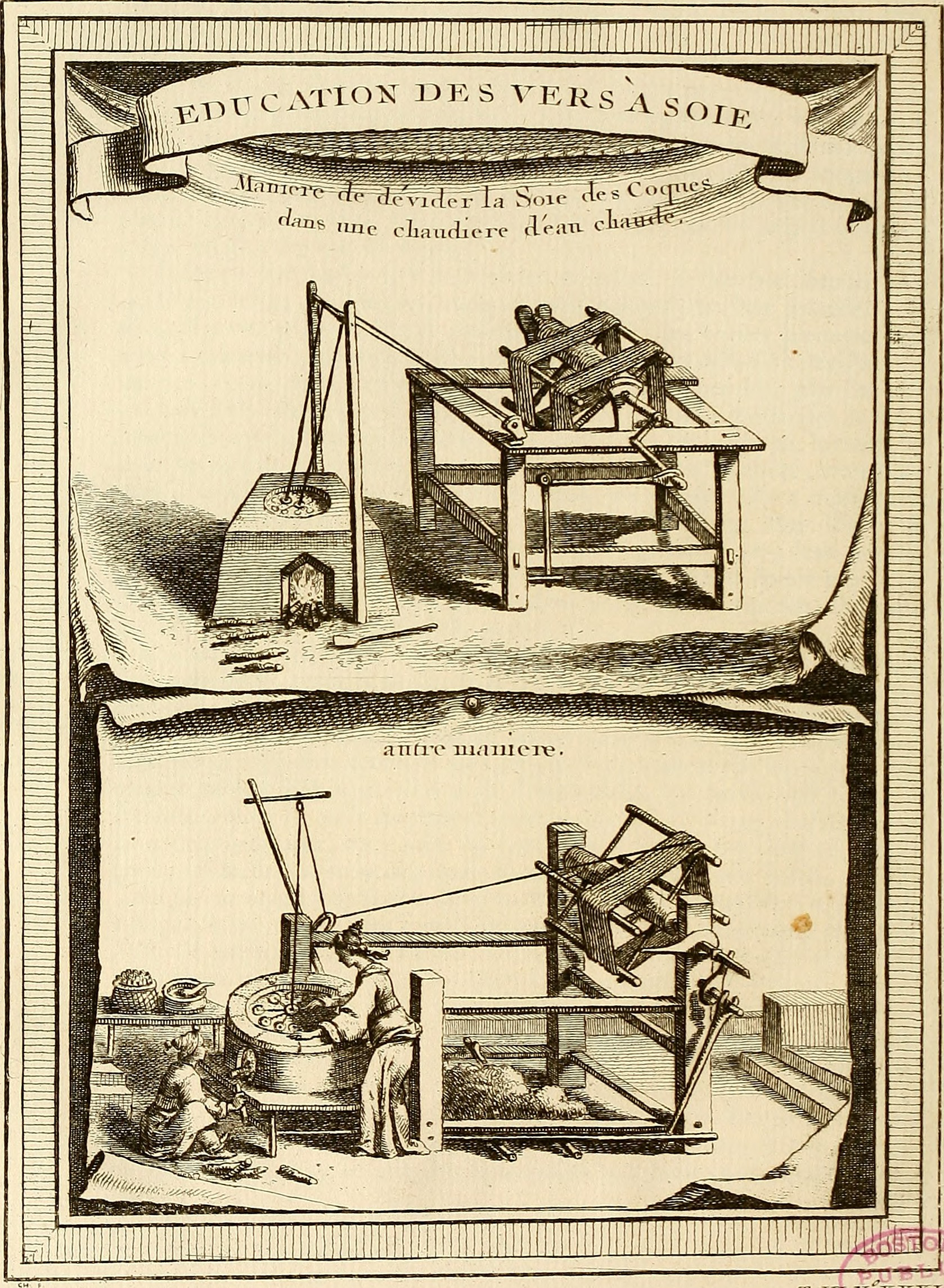
Dệt tơ tằm
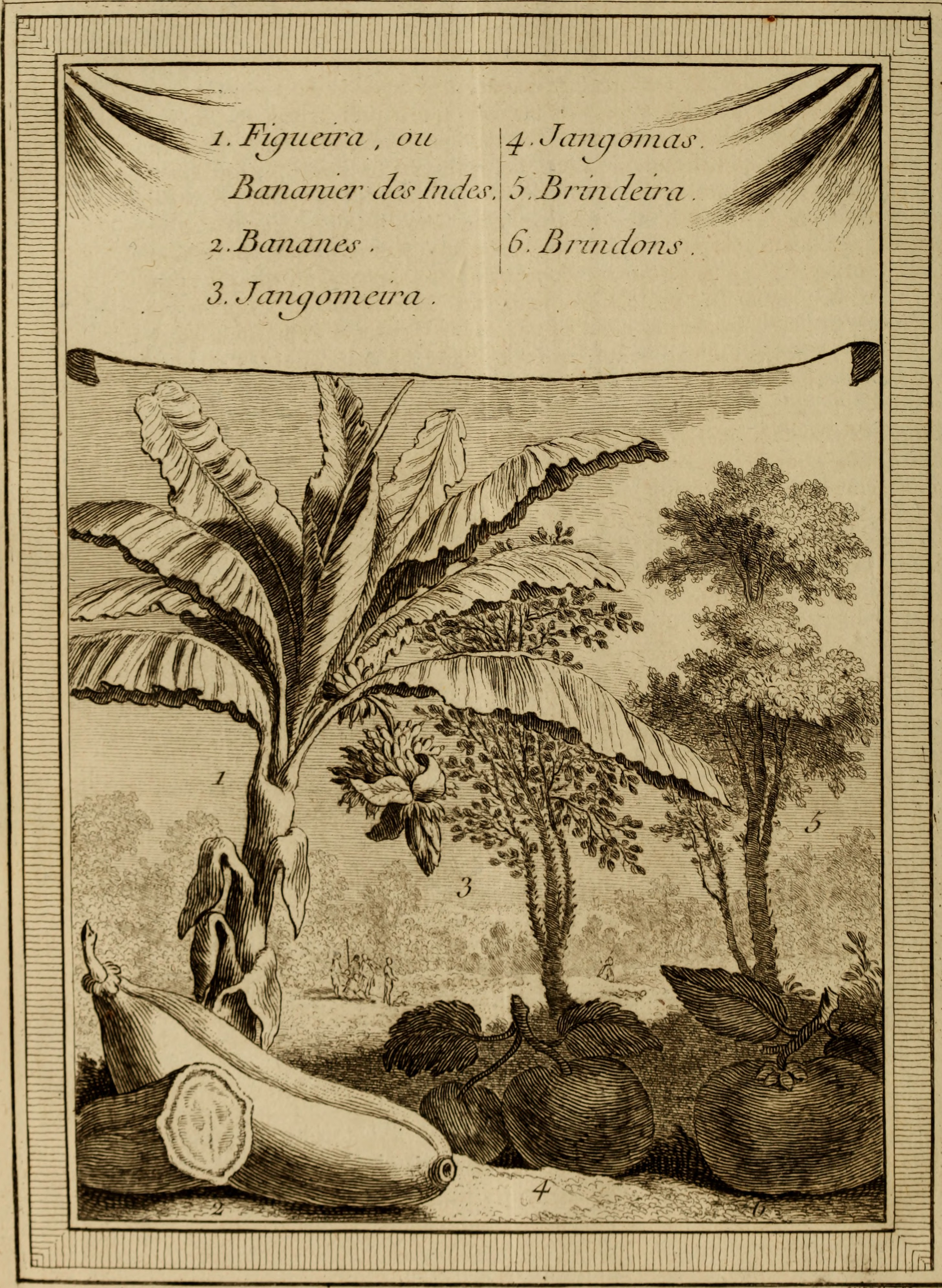
Các loại quả, như chuối và đu đủ
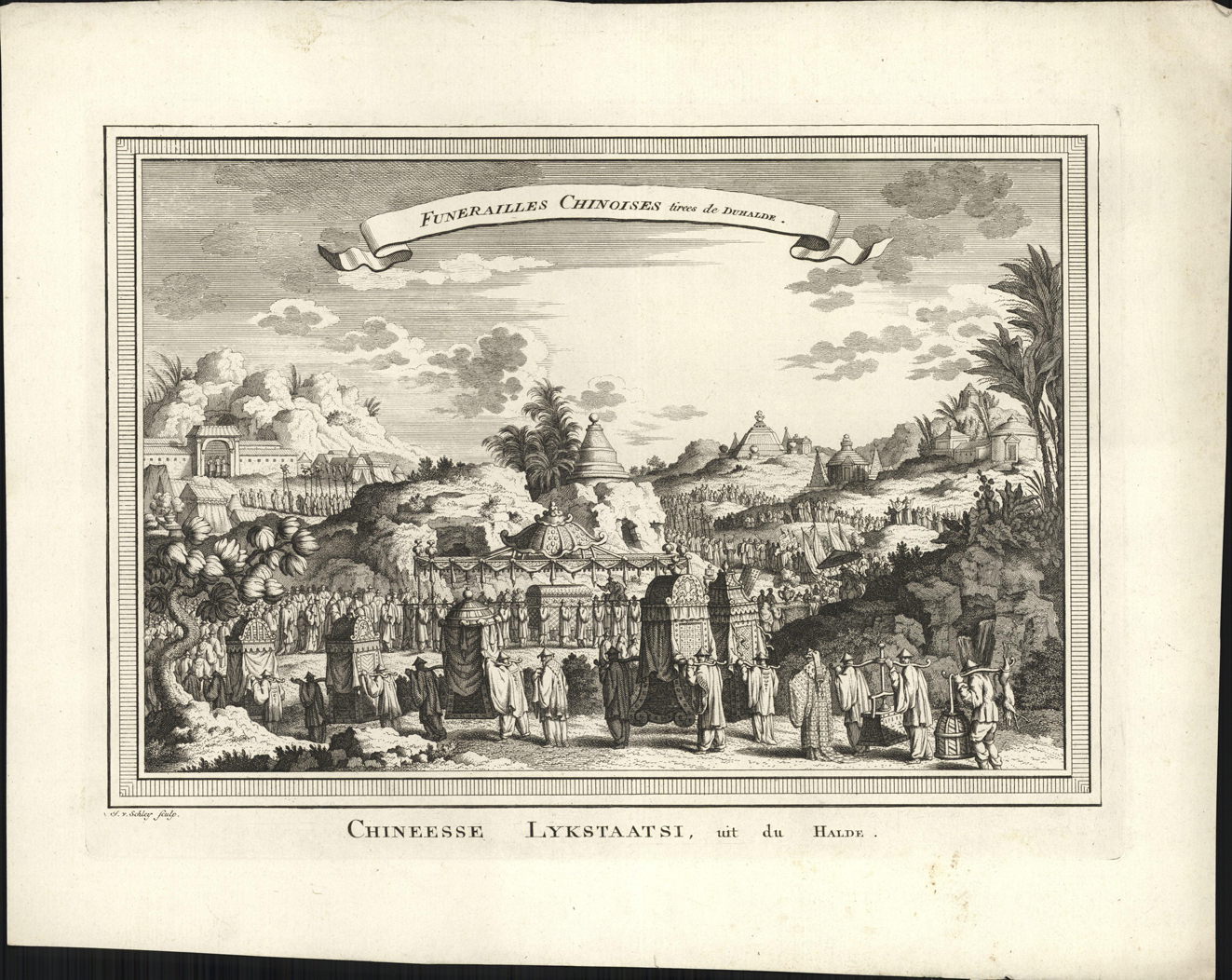
Đám tang Trung Quốc.
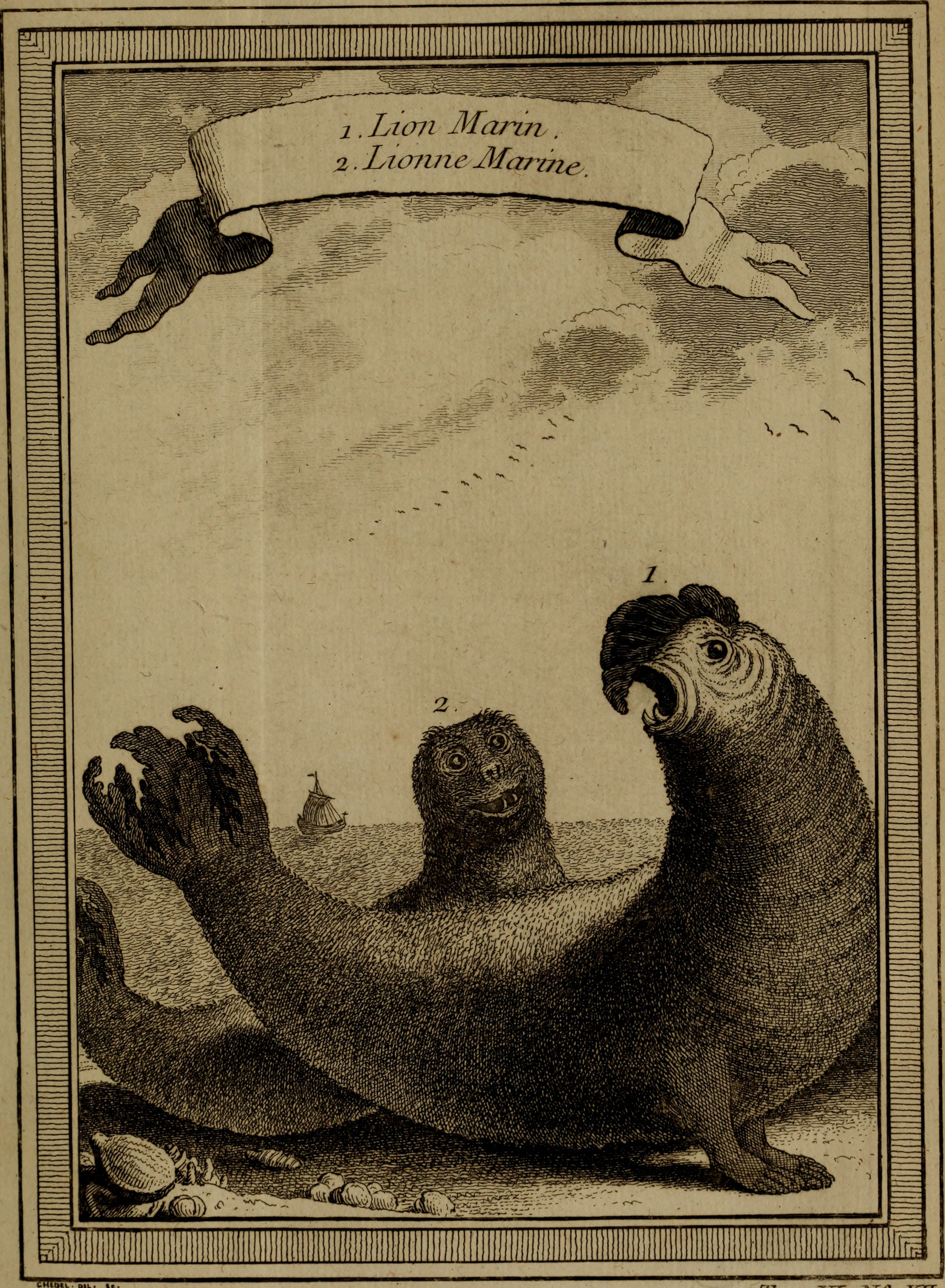
Hải cẩu đực và cái.